# L'Enlèvement d'Europe (Vallotton)
Pour les articles homonymes, voir L'Enlèvement d'Europe.
L'Enlèvement d'Europe est un tableau réalisé par le peintre franco-suisse Félix Vallotton en 1908. Cette huile sur toile représente l'enlèvement d'Europe par Zeus métamorphosé en taureau. Exposée au Salon d'Automne de 1908, elle est aujourd'hui conservée au musée des Beaux-Arts de Berne, à Berne.

## Expositions
- Salon d'Automne de 1908, Grand Palais, Paris, 1908.